# Elwin Bruno Christoffel

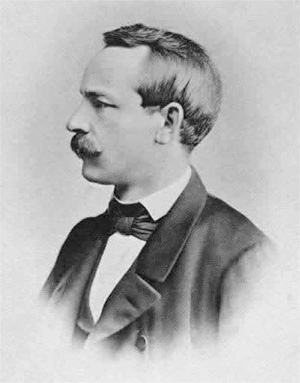
Elwin Bruno Christoffel

Elwin Bruno Christoffel (n. 10 noiembrie 1829 la Monschau - d. 15 martie 1900 la Strasbourg) a fost un matematician și fizician german.
A studiat la Berlin și a fost profesor la Politehnica din Zürich, la Academia Comercială și în 1872 la Universitatea din Strasburg.
Activitatea sa se referă la geometria formelor diferențiale pătratice și la teoria funcțiilor.
În 1858 a stabilit condițiile de independență liniară a unui sistem de funcții.
Îi poartă numele problema inversării integralelor, care conduce la funcții analitice uniforme, reflectate în probleme de fizică, matematică, de care s-au ocupat și matematicienii români Dumitru Mangeron (1965) și D. D. Stancu (1957).
L-a preocupat și teoria ecuațiilor cu derivate parțiale, teoria formelor algebrice invariante, teoria formelor pătratice diferențiale.
Christoffel a scris o serie de lucrări din domenii ca: matematică superioare, geometrie, fizică, geodezie, pe care le-a publicat în revistele științifice periodice.
1. 1 2  Elwin Bruno Christoffel, SNAC, accesat în 9 octombrie 2017
2. 1 2 3  Autoritatea BnF, accesat în 10 octombrie 2015
3. 1 2  Elwin Bruno Christoffel, Brockhaus Enzyklopädie, accesat în 9 octombrie 2017
4. 1 2  MacTutor History of Mathematics archive, accesat în 22 august 2017
5. 1 2  „Elwin Bruno Christoffel”, Gemeinsame Normdatei, accesat în 9 aprilie 2014
6. 1 2  Кристоффель Эльвин Бруно, Marea Enciclopedie Sovietică (1969–1978)[*]
7. ↑  „Elwin Bruno Christoffel”, Gemeinsame Normdatei, accesat în 30 decembrie 2014
8. 1 2 3  „Elwin Bruno Christoffel”, Gemeinsame Normdatei, accesat în 2 aprilie 2015